# Topolivka, Bilohirsk
Topolivka (în ucraineană Тополівка) este un sat în comuna Kurske din raionul Bilohirsk, Republica Autonomă Crimeea, Ucraina.

## Demografie
Componența lingvistică a localității Topolivka
     Rusă (78,79%)
     Tătară crimeeană (18,18%)
     Ucraineană (2,6%)
Conform recensământului din 2001, majoritatea populației localității Topolivka era vorbitoare de rusă (78,79%), existând în minoritate și vorbitori de tătară crimeeană (18,18%) și ucraineană (2,6%).